# Potres na Kozjanskem (1974)
Potres na Kozjanskem leta 1974 je 20. junija ob 17. uri in 8 minut po svetovnem času prizadel pokrajino Kozjansko. Prizadete so bile predvsem majhne in skromne lesene hiše, krite s slamo in navidezno trdne kamnite zgradbe.
Magnituda potresa je bila 5,1, največji učinki pa so dosegli med VII. in VIII. stopnjo po EMS. Žarišče je nastalo v globini približno 13 km. Njegov vpliv je zajel območje s polmerom okoli 150 km ali 70.000 km². Najbolj prizadeta kraja sta bila Šmarje pri Jelšah in Šentjur, kjer je bilo poškodovanih okoli 1000 zgradb v več kot 80 zaselkih.
Potres so čutili prebivalci vseh večjih slovenskih mest razen na Koprskem. Njegov vpliv pa je zajel tudi severozahodni del Italije, večji del Avstrije in severozahodno Hrvaško, vključno z Zagrebom.
Potresnim sunkom je sledilo deževje, ki je povzročilo še dodatne težave pri reševanju in popravilih. Med potresom so nastali številni novi plazovi, obnovili pa so se tudi nekateri stari.
Poškodovanih je bilo okoli 5300 zgradb, od katerih so jih kasneje veliko porušili (okoli 1000): v občini Šmarje pri Jelšah 3630, v občini Šentjur pri Celju 1309, v občini Celje okoli 344 in v občini Slovenske Konjice 14. Prizadetih prebivalcev je bilo več kot 15.000.